# Саут-Гейделберг Тауншип (округ Беркс, Пенсільванія)
Саут-Гейделберг Тауншип (англ. South Heidelberg Township) — селище (англ. township) в США, в окрузі Беркс штату Пенсільванія. Населення — 7663 особи (2020).

## Демографія
Згідно з переписом 2010 року, у селищі мешкала 7271 особа в 2590 домогосподарствах у складі 1994 родин. Було 2656 помешкань
Расовий склад населення:
| - 91,9 % — білих - 3,7 % — чорних або афроамериканців - 1,4 % — азіатів - 0,1 % — корінних американців - 1,6 % — осіб інших рас |

До двох чи більше рас належало 1,4 %. Частка іспаномовних становила 4,9 % від усіх жителів.
За віковим діапазоном населення розподілялося таким чином: 22,9 % — особи молодші 18 років, 63,7 % — особи у віці 18—64 років, 13,4 % — особи у віці 65 років та старші. Медіана віку мешканця становила 42,1 року. На 100 осіб жіночої статі у селищі припадало 99,5 чоловіків;  на 100 жінок у віці від 18 років та старших — 99,7 чоловіків також старших 18 років.
Середній дохід на одне домашнє господарство  становив 90 629 доларів США (медіана — 81 818), а середній дохід на одну сім'ю — 99 408 доларів (медіана — 89 799). Медіана доходів становила 53 191 долар для чоловіків та 42 250 доларів для жінок. За межею бідності перебувало 8,8 % осіб, у тому числі 15,3 % дітей у віці до 18 років та 4,3 % осіб у віці 65 років та старших.
Цивільне працевлаштоване населення становило 3753 особи. Основні галузі зайнятості: освіта, охорона здоров'я та соціальна допомога — 31,7 %, виробництво — 16,4 %, мистецтво, розваги та відпочинок — 8,0 %, науковці, спеціалісти, менеджери — 7,5 %.